# Kivalina
Kivalina o Kivalliñiq en Inupiaq és una població al comtat Northwest Arctic Borough d'Alaska als Estats Units d'Amèrica. El 2010 tenia 374 habitants; tres menys que el 2000.
Es troba a una illa amenaçada per la pujada del nivell del mar deguda al canvi climàtic i l'erosió de la costa. Segons les prediccions científiques, podria ser submergida pel mar vers 2025.